# Stenredskab
Et stenredskab er ethvert redskab, der er lavet helt eller delvist af sten. Selv om der fortsat eksisterer samfund, der er afhængige af sten for at kunne lave redskaber, forbindes de fleste stenredskaber med forhistorisk tid, særligt stenalderkulturerne, som siden er blevet erstattet af andre, mere udviklede kulturer. Arkæologer studerer disse forhistoriske samfunds anvendelse af stenredskaber gennem litisk analyse. Sten er blevet anvendt til at fremstille en række forskellige redskaber op igennem historien, heriblandt pilespidser, spydspidser, økser og kværnhjul. Stenredskaber blev enten fremstillet ved at slå stumper af en stenkerne, eller ved at slibe stenen til en ønsket form - disse ændringer blev ofte foretaget af en stensmed.
De ældste kendte stenværktøjer kommer fra Oldowan-kulturen og er 2,6 millioner år gamle. De er øjensynligt blevet fremstillet af tidligere menneskearter som Australopithecus garhi eller Homo habilis. Derefter gennemgik stenværktøjerne en udvikling igennem flere kulturelle faser, og blev mere raffinerede.
Chimpanser har også lært at anvende simple stenværktøjer, blandt andet til at knække nødder, og kan lære at tilpasse stenværktøjer med en skarp kant.

## Fodnoter
1. ↑  Semaw et al. (2003): «2.6-million-year-old stone tools and associated bones from OGS-6 and OGS-7, Gona, Afar, Ethiopia». Journal of Human Evolution 45: 169-177
2. ↑  Whiten, A. & Boesch, C. (2001): «The cultures of chimpanzees». Scientific American 01/01: 48-55
3. ↑  Savage-Rumbaugh, S. & Lewin, R. (1994): Kanzi — the ape at the brink of a human mind. New York: Wiley
4. ↑  McNeil, L. D. (1996): Homo inventans: the evolution of narrativity. Language & Communication 16: 331-360